# Mirosternus parcus
Mirosternus parcus là một loài bọ cánh cứng thuộc họ Ptinidae.